# Église Notre-Dame-du-Désert de Saint-Victor-et-Melvieu

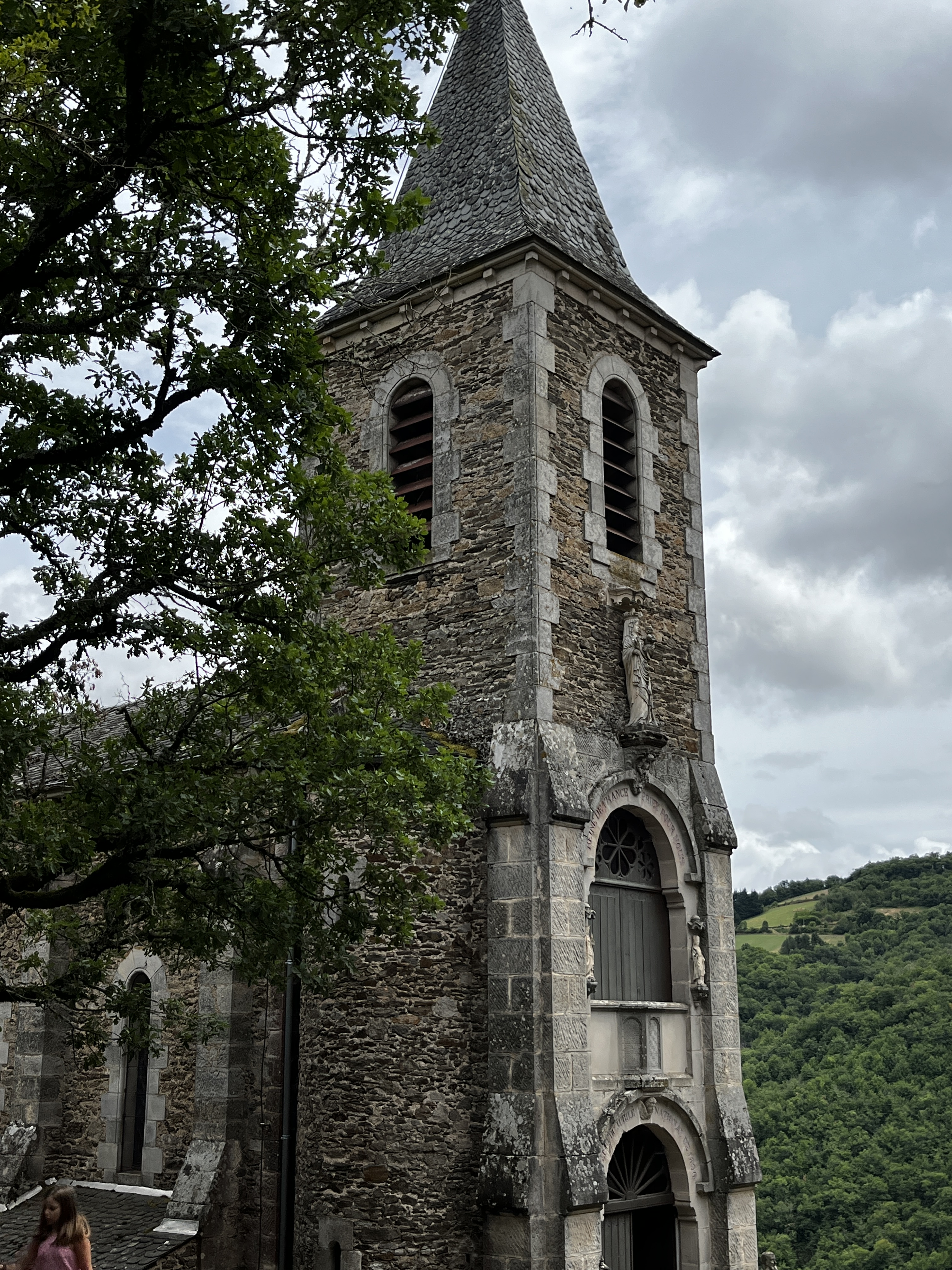
Vue de l'entrée

 (août 2025).
Motif : Où sont les sources secondaires centrées sur cette chapelle, d'envergure au moins nationale ?
- Archive Wikiwix
- Bing
- Cairn
- DuckDuckGo
- E. Universalis
- Gallica
- Google
- G. Books
- G. News
- G. Scholar
- Persée
- Qwant
- (zh) Baidu
- (ru) Yandex
- (wd) trouver des œuvres sur Wikidata

| 1. | Préciser le motif de la pose du bandeau. | Précisez le motif de la pose du bandeau en utilisant la syntaxe suivante : {{admissibilité à vérifier\|date=août 2025\|motif=remplacez ce texte par le motif}}                                                              |
| 2. | Informer les utilisateurs concernés.     | Pensez à avertir le créateur de l'article, par exemple, en insérant le code ci-dessous sur sa page de discussion : {{subst:avertissement admissibilité à vérifier\|Église Notre-Dame-du-Désert de Saint-Victor-et-Melvieu}} |

 (août 2025).
 (août 2025).
La mise en forme du texte ne suit pas les recommandations de Wikipédia : il faut le « wikifier ».
Les points d'amélioration suivants sont les cas les plus fréquents :
- Les titres sont pré-formatés par le logiciel. Ils ne sont ni en capitales, ni en gras.
- Le texte ne doit pas être écrit en capitales (les noms de famille non plus), ni en gras, ni en italique, ni en « petit »…
- Le gras n'est utilisé que pour surligner le titre de l'article dans l'introduction, une seule fois.
- L'italique est rarement utilisé : mots en langue étrangère, titres d'œuvres, noms de bateaux, etc.
- Les citations ne sont pas en italique mais en corps de texte normal. Elles sont entourées par des guillemets français : « et ».
- Les listes à puces sont à éviter, des paragraphes rédigés étant largement préférés. Les tableaux sont à réserver à la présentation de données structurées (résultats, etc.).
- Les appels de note de bas de page (petits chiffres en exposant, introduits par l'outil «  Source ») sont à placer entre la fin de phrase et le point final[comme ça].
- Les liens internes (vers d'autres articles de Wikipédia) sont à choisir avec parcimonie. Créez des liens vers des articles approfondissant le sujet. Les termes génériques sans rapport avec le sujet sont à éviter, ainsi que les répétitions de liens vers un même terme.
- Les liens externes sont à placer uniquement dans une section « Liens externes », à la fin de l'article. Ces liens sont à choisir avec parcimonie suivant les règles définies. Si un lien sert de source à l'article, son insertion dans le texte est à faire par les notes de bas de page.
- La présentation des références doit suivre les conventions bibliographiques. Il est recommandé d'utiliser les modèles {{Ouvrage}}, {{Chapitre}}, {{Article}}, {{Lien web}} et/ou {{Bibliographie}}. Le mode d'édition visuel peut mettre en forme automatiquement les références.
- Insérer une infobox (cadre d'informations à droite) n'est pas obligatoire pour parachever la mise en page.

Pour une aide détaillée, merci de consulter Aide:Wikification.
Si vous pensez que ces points ont été résolus, vous pouvez retirer ce bandeau et améliorer la mise en forme d'un autre article.
L'église Notre-Dame-du-Désert est une chapelle sur la commune de Saint-Victor-et-Melvieu, dans le département français de l'Aveyron, en région Occitanie. C'est un monument référencé par le Parc naturel régional des Grands Causses.
La chapelle a été reconstruite à la fin du XIXe siècle et au au tout début du XXe siècle.
Elle dépend du diocèse de Rodez depuis 1822.
L'église Notre-Dame-du-Désert est emblématique du mouvement de construction d'églises partout en France, mouvement inégalé par son intensité pendant tout le XIXe siècle. Ce mouvement, largement impulsé par un clergé soucieux de répondre à la pression de la population, marque encore profondément les paysages de France, notamment les paysages ruraux.
Le culte catholique dans les campagnes est marqué par un renouveau du culte des saints et du Sacré-Coeur, ainsi que des pèlerinages, des sujets qui sont au cœur de la reconstruction et de l'animation de cette chapelle au milieu des châtaigneraies, dans un environnement spectaculaire.

## Description du site et localisation
Notre-Dame-du-Désert est située à environ 2,5 km du village de Melvieu.
La chapelle est construite sur un éperon rocheux dominant de 180 mètres les Raspes du Tarn, le hameau de Verdale, et le pont suspendu de Verdale. 
Historiquement appelée Notre Dame du Bosc ou Vors sur les cartes de Cassini, le nom de Vors, Bors, devenu Bosc, terme qui désignait une hauteur. 
On y accède maintenant, depuis un parking le long de la route par un chemin balisé qui rejoint les principaux chemins de randonnée vers Ayssènes. Mais pendant des années, on y arrivait par un simple chemin de charrette. Le curé Albouy précise en 1933 "un virage pour auto a été fait face à la statue. Les voitures ne seront plus obligées d'aller tourner jusque à La Fosse comme précédemment".
Outre la chapelle, on trouve un chemin de croix, dont les stations ont été créées au moyen de dons des paroissiens.
Le chemin de croix culmine en haut du promontoire avec une statue de la Vierge Marie, installée dans les années 40.
Jouxtant la chapelle, se trouve un petit cimetière à flanc de coteaux, où se trouvent une vingtaine de tombes des familles des hameaux voisins de La Fosse et de Bosc notamment.

## Légende
Ni Melvieu, ni La Romiguière, n'ont d'église. On décide d'en bâtir une au milieu des villages. Les travaux commencent. La légende raconte que les ouvriers qui arrivaient sur le chantier ne retrouvaient ni les pierres, ni les outils, ni les constructions réalisées la veille. La nuit, tout était transporté sur le site du Désert, site où un ermite ayant couru le monde s'était installé dans le passé. Les habitants comprirent alors que c'était là que Dieu et la Vierge Marie voulaient leur église, dans cet endroit impossible où "même une sauterelle ne tiendrait pas".

## Historique
En 1328, le site apparait sous le nom de Notre-Dame de Bosc dans le Pouillé du diocèse de Vabres, comme un prieuré cure, rapportant à l'évêque 60 livres.
Puis Notre-Dame du Bosc ou de Borse apparait dans les documents à partir du XVe siècle. On trouve trois actes rappelés par M.Hamon dans son ouvrage "Notre-Dame de France". Le plus ancien est en patois et date du 7 juillet 1438. Un autre en latin est daté du 13 mai 1429. Le plus récent est en latin et date du 19 avril 1454. On parle alors parfois d'une chapelle, parfois d'un prieuré.
En 1472, sur le rôle des dons gratuits dus par le diocèse de Vabres au roi de France, le prieur de Notre-Dame de Bors est taxé de 1 livre et 19 sols. Ce niveau de participation permet de constater qu'il s'agit d'un des plus petits et plus pauvre prieuré du diocèse de Vabres.
En 1603 Messire Capel reçoit le prieuré de noble Scipion de Roquefeuil, abbé de Saint-Guilhem-le-Désert.
Notre-Dame-du-Désert était de 1675 à 1793 une église paroissiale. Elle est visitée le 17 mai 1773 par Monseigneur Jean de La Croix de Castries, évêque de Vabres. 
À la Révolution française, les cloches sont enlevées et jetées dans le Tarn. L'argenterie et les décors sont remis par le maire de Gozon aux autorités révolutionnaires. puis l'église est désaffectée et tombe en ruine. Elle est citée sur le cadastre de 1826 comme Notre-Dame-du-Désert.  
On la retrouve aussi sous le numéro 8896 dans l'ouvrage de Jean-Louis Dardé, sous-chef de division à la Préfecture de l'Aveyron, et qui reste la référence en matière de toponymie du département. 
Lors du pèlerinage de Pentecôte 1894, on observe "ce sanctuaire menace de tomber en vétusté. Le R.P. Majorel, prédicateur de la fête a proposé sur l'heure une souscription pour sa reconstruction. Plus de 1 000 francs ont été versés aussitôt". L'église est finalement rasée en 1894. 
À partir de 1896, l'abbé Rolland, récemment nommé à Melvieu poursuit puis finit la conduite du chantier de reconstruction de  Notre-Dame du Désert avec l'aide de ses paroissiens et des paroisses voisines. 
À l'entrée de l'église on trouve sur la gauche un tableau d'honneur qui liste les contributeurs à la construction de la chapelle.
L'église est inaugurée le 3 juillet 1899, en présence de l'abbé Ricard, archidiacre de Vabres. L'abbé Domiage de Broquiès a célébré une messe solennelle depuis l'autel des pèlerinages, au-dessus de la grande porte d'entrée. " Sur le devant de la chapelle se dresse une sorte de calvaire immense, sur cette estrade naturelle s'échelonnaient en amphithéâtre de 3 à 4 000 personnes". "Monsieur le curé de Melvieu avait eu le soin de convoquer la fanfare et les tambours des Frères de Broquiès".
La bénédiction du clocher, de trois statues - une grande statue en pierre de la vierge, deux petites statues de sainte Clotilde et de saint Rémy- et d'une chaire "sculptée en pierre" a lieu à l'occasion du pèlerinage de saint Roch, le 19 août 1906.

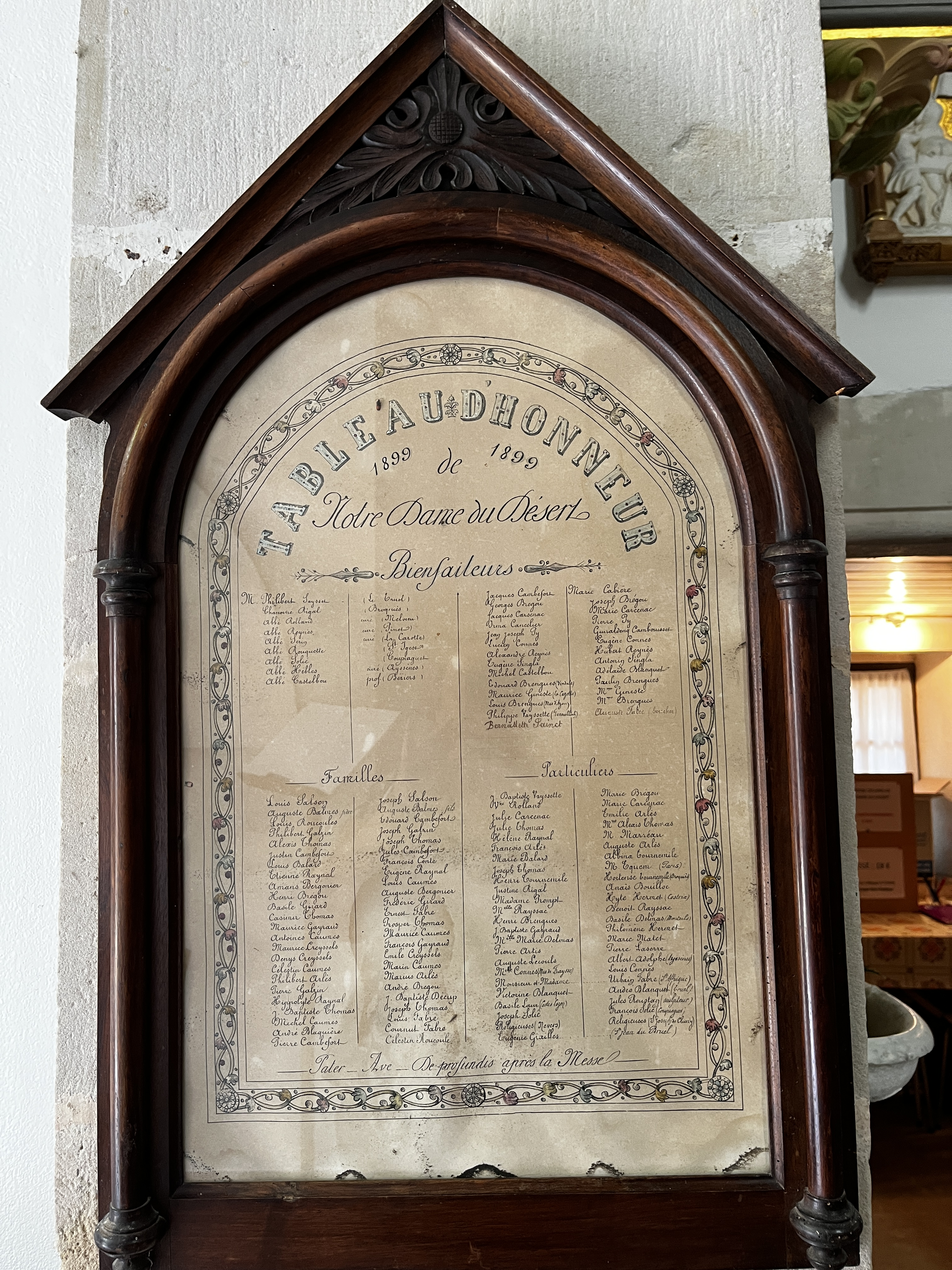

## Description et architecture
L'église est de style roman. 

### Le transept et les chapelles
Le transept est étroit et constitué de 4 travées en voûte simple.
Le chœur et les deux chapelles sont chacun meublés d'un autel en marbre.
Le transept ouvre deux chapelles.
À gauche de l'autel, une chapelle est dédiée à saint Roch, avec une statue et un tableau le représentant. La chapelle présente un reliquaire avec une relique de saint Roch.
À droite de l'autel, une chapelle est dédiée au Sacré-Cœur.

### Le clocher
Le clocher a été construit dans un second temps. On y accède par un escalier étroit en colimaçon en bois, depuis l'entrée.
Il soutient deux cloches.

## Décor et statuaire

### Chemin de croix
Les tableaux du Chemin de croix ont été installés en 1913.

### Boiseries et stalles en bois
Les murs de part et d'autre de la nef, et dans le chœur sont décorés avec des boiseries et des stalles en bois, qui ne présentent pas de décor particulier.

### Vitraux
Les vitraux de Notre-Dame du Désert ont été offerts par des paroissiens, ou par les paroisses voisines.
Dans le chœur, le vitrail central est offert par l'Abbé Rolland, l'abbé à l'initiative de la reconstruction de l'église. Il représente la Vierge en majesté.

### Statues intérieures

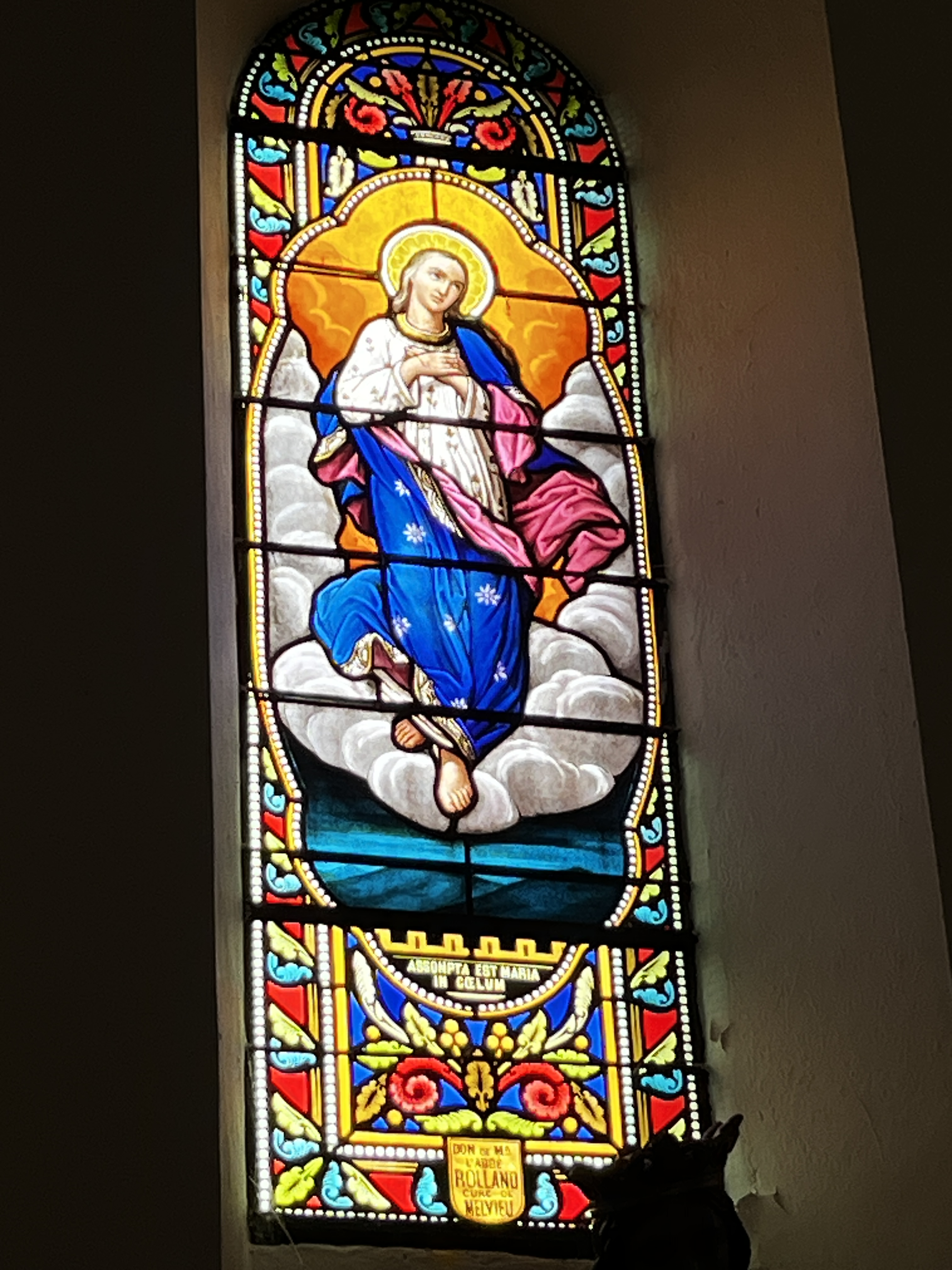
Notre-Dame de l'Assomption - Choeur de la chapelle

Une statue de la Vierge enceinte décore le transept à gauche de l'autel. C'est une statue dite "Notre-Dame du Cloitre", en pierre polychrome du XVe siècle. Elle était antérieurement à l'extrémité d'une galerie du couvent des Sœurs de l'Adoration. Elle est installée à Notre-Dame-du-Désert depuis 2016.
Statue de Jeanne d'Arc et statue de sainte Thérèse de l'Enfant Jésus - bénies dans la chapelle le 4 mars 1926.

### Statues extérieures

#### Devant l'entrée

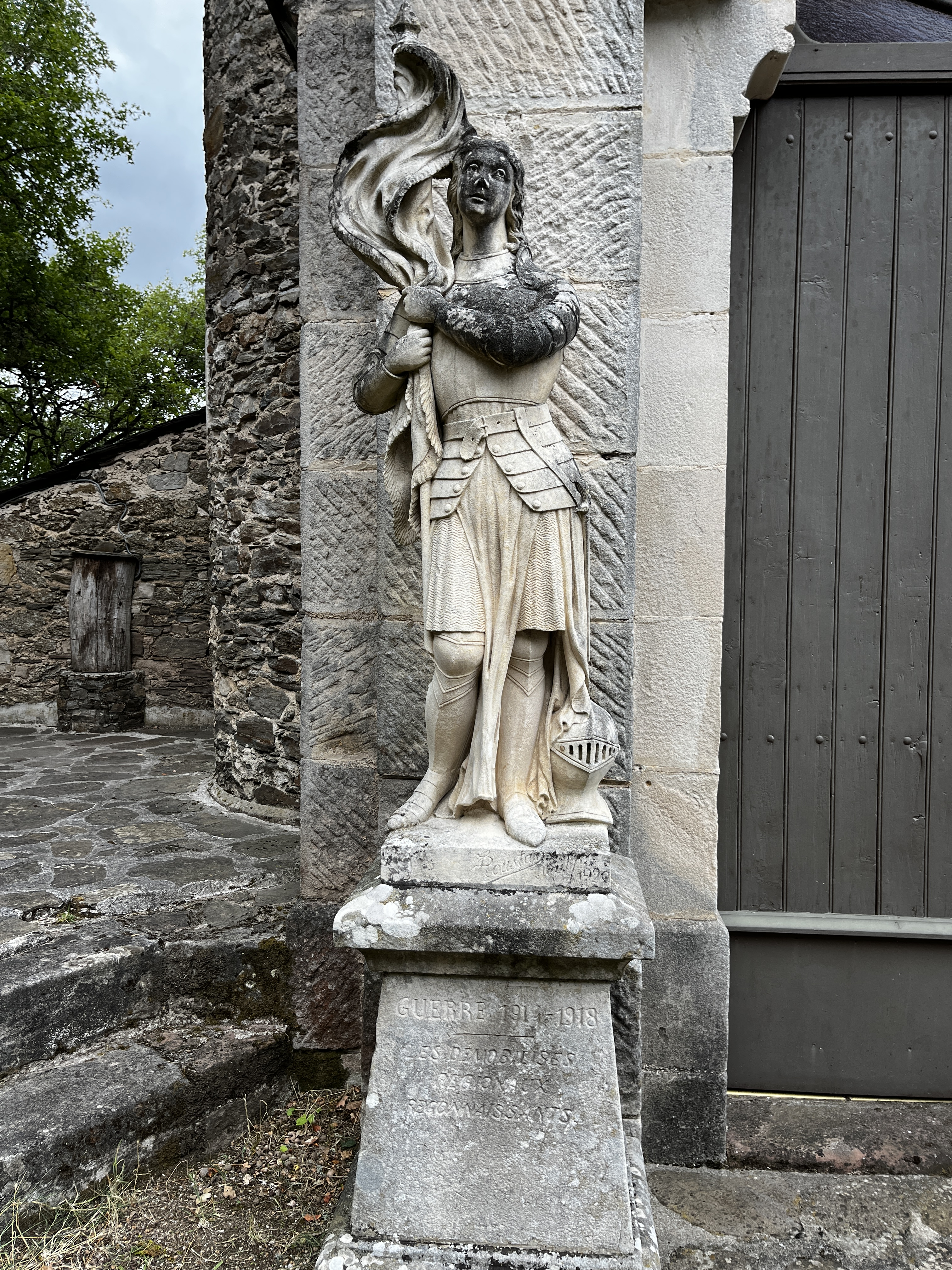
Jeanne d'Arc - en reconnaissance par les survivants de 14-18

À gauche de l'entrée on trouve une statue de Jeanne d'Arc, installée par les combattants de 14-18 revenus des tranchées. Elle est signée "Roustan-1920", Roustan était un sculpteur de Saint-Affrique. C'est lui aussi qui a sculpté, toujours dans la chapelle de Notre-Dame-du-Désert, les autels de Saint-Roch et du Sacré-Cœur.  En 1918, dans le journal "La Croix de l'Aveyron", on suggérait déjà de prier Notre-Dame " pour obtenir de Notre-Dame de France la fin de cette guerre et la victoire sur l'envahisseur"
La statue de Jeanne d'Arc a été installée en 1920, en même temps que la statue de saint Joseph, de part et d'autre de l'entrée de l'église.

#### Sur la façade principale
La façade est décorée d'une statuette de Notre-Dame de France.

#### Au sommet de la colline
Une statue de l'Immaculée Conception se trouve au sommet de la colline, à laquelle on arrive en suivant le chemin de croix.

## Animations et pèlerinages  - visites

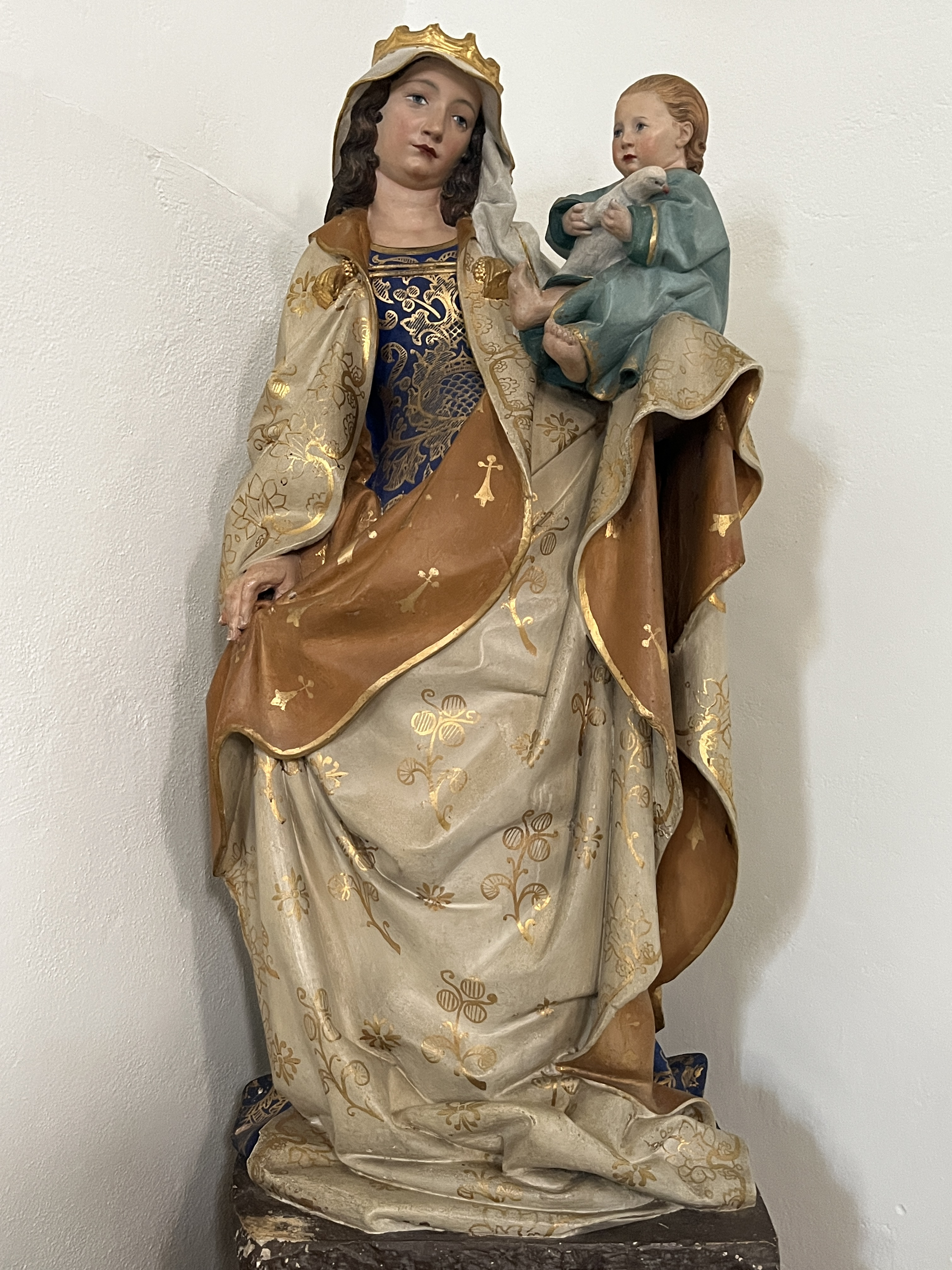
Notre-Dame du Cloitre

Le lieu est cité dans de multiples ouvrages comme un lieu de pèlerinage depuis des temps immémoriaux.

### Pèlerinage du lundi de Pentecôte
Chaque année la Vierge est vénérée, à l'occasion du pèlerinage qui a lieu le lundi de Pentecôte, qui se poursuit jusque à nos jours. La tradition voulait qu'on vienne "de 20 paroisses alentour". Dans le journal  la Croix de l'Aveyron du 23 mai 1920, une annonce indique "on nous prie d'annoncer qu'un autobus très confortable sera ce jour là mis à la disposition des pèlerins de Saint-Affrique". La grand messe était à 10h, et se concluait déjà à partir de midi par un "déjeuner sur l'herbe". À cette époque, Marius Arlès, voisin du hameau de La Fosse apportait avec une charrette sa barrique de 200 litres de vin pour les pèlerins, pour accompagner la traditionnelle fouace.
Cette tradition se poursuit de nos jours.

### Pèlerinage de l'Assomption en dévotion à saint Roch
Dans le passé, un pèlerinage à saint Roch se déroulait aussi le dimanche suivant l'Assomption. Un article du Messager Saint Affricain du 28 août 1926, fait ainsi état de la présence de 20 prêtres et 3000 pèlerins. En 1943, le pèlerinage est aussi évoqué comme "toujours plus nombreuxs'il est possible". On priait saint Roch pour protéger les animaux domestiques, et être préservé des maladies épidémiques.

### Curés et abbés de Notre-Dame-du-désert
- Abbé J.Rolland - 1901 - 1920
- Abbé Salson - 1920 - 1924
- Prieur Curé JL Saysset - 1925
- Abbé Serin